# Marsusok (Germania)
A marsusok ókori néptörzs. Germaniában éltek, s mint a cheruskusok szövetségesei részt vettek Varus legyőzésében, s a zsákmányból egy római sast kaptak. Germanicus támadásai után már nem történik említés róluk. Tacitus tesz említést róluk.